# Circoscrizione Trieste
La circoscrizione Trieste (o circoscrizione XXXII) era una circoscrizione elettorale contemplata dalla legge elettorale italiana per l'elezione della Camera dei deputati, dal 1957 al 1993; comprendeva la sola provincia di Trieste.
Era prevista dalla Tabella A di cui al decreto del presidente della Repubblica 30 marzo 1957, n. 361.
In vista delle elezioni per l'Assemblea Costituente, per vero, il decreto legislativo luogotenenziale 10 marzo 1946, n. 74 aveva introdotto la circoscrizione Trieste e Venezia Giulia-Zara, ma essa non era divenuta operativa: Trieste, allora ricadente nel Territorio Libero di Trieste (TLT), fu de facto restituita all'Italia solo nel 1954, in seguito al Memorandum di Londra; la porzione della Venezia Giulia già ricadente nell'originaria provincia goriziana e, dal 1948, inclusa nella nuova provincia di Gorizia, fu aggregata alla circoscrizione Udine-Belluno-Gorizia; la restante parte della Venezia Giulia e Zara, infine, furono definitivamente cedute alla Repubblica Socialista Federale di Jugoslavia.
Nel 1993 la circoscrizione fu soppressa contestualmente all'istituzione della circoscrizione Friuli-Venezia Giulia, comprendente anche le province di Gorizia, Pordenone e Udine, già ricomprese nella circoscrizione Udine-Belluno-Gorizia-Pordenone.
Di seguito i risultati di lista e i deputati eletti, ordinati secondo il numero di preferenze ottenute.

## Elezioni politiche 1958
| Liste                                            | Voti    | %     | Seggi |
| ------------------------------------------------ | ------- | ----- | ----- |
| Democrazia Cristiana                             | 72.650  | 33,49 | 2     |
| Partito Comunista Italiano                       | 50.421  | 23,24 | 1     |
| Movimento Sociale Italiano                       | 34.079  | 15,71 | 1     |
| Partito Socialista Democratico Italiano          | 13.959  | 6,43  | -     |
| Partito Socialista Italiano                      | 12.838  | 5,92  | -     |
| Partito Repubblicano Italiano - Partito Radicale | 7.280   | 3,36  | -     |
| Partito Liberale Italiano                        | 7.216   | 3,33  | -     |
| Unione Triestina                                 | 6.661   | 3,07  | -     |
| Fronte dell'Indipendenza                         | 6.305   | 2,91  | -     |
| Partito Monarchico Popolare                      | 2.868   | 1,32  | -     |
| Partito Nazionale Monarchico                     | 2.647   | 1,22  | -     |
| Totale                                           | 216.924 |       | 4     |

| Democrazia Cristiana                | Partito Comunista Italiano | Movimento Sociale Italiano |
| ----------------------------------- | -------------------------- | -------------------------- |
| - Giacomo Bologna - Narciso Sciolis | - Vittorio Vidali          | - Riccardo Gefter Wondrich |

## Elezioni politiche 1963
| Liste                                            | Voti    | %     | Seggi |
| ------------------------------------------------ | ------- | ----- | ----- |
| Democrazia Cristiana                             | 70.352  | 32,19 | 2     |
| Partito Comunista Italiano                       | 51.384  | 23,51 | 1     |
| Movimento Sociale Italiano                       | 26.003  | 11,90 | -     |
| Partito Liberale Italiano                        | 19.744  | 9,03  | -     |
| Partito Socialista Democratico Italiano          | 19.281  | 8,82  | -     |
| Partito Socialista Italiano                      | 15.302  | 7,00  | -     |
| Lista Unitaria Slovena                           | 5.679   | 2,60  | -     |
| Movimento per l'Indipendenza del TLT             | 4.261   | 1,95  | -     |
| Partito Repubblicano Italiano                    | 4.227   | 1,93  | -     |
| Partito Democratico Italiano di Unità Monarchica | 1.661   | 0,76  | -     |
| Movimento Combattenti Italiani                   | 638     | 0,29  | -     |
| Totale                                           | 218.532 |       | 3     |

| Democrazia Cristiana              | Partito Comunista Italiano           |
| --------------------------------- | ------------------------------------ |
| - Giacomo Bologna - Corrado Belci | - → Vittorio Vidali - Maria Bernetic |

1. ↑  Optante per il Senato

## Elezioni politiche 1968
| Liste                                            | Voti    | %     | Seggi |
| ------------------------------------------------ | ------- | ----- | ----- |
| Democrazia Cristiana                             | 73.686  | 34,51 | 2     |
| Partito Comunista Italiano                       | 51.432  | 24,09 | 1     |
| Partito Socialista Unificato                     | 25.121  | 11,76 | -     |
| Partito Liberale Italiano                        | 22.059  | 10,33 | -     |
| Movimento Sociale Italiano                       | 20.061  | 9,39  | -     |
| Unione Slovena                                   | 6.142   | 2,88  | -     |
| Partito Socialista Italiano di Unità Proletaria  | 5.444   | 2,55  | -     |
| Partito Repubblicano Italiano                    | 4.778   | 2,24  | -     |
| Partito Popolare Sud Tirolese                    | 2.836   | 1,33  | -     |
| Partito Democratico Italiano di Unità Monarchica | 1.260   | 0,59  | -     |
| Nuova Repubblica                                 | 719     | 0,34  | -     |
| Totale                                           | 213.538 |       | 3     |

| Democrazia Cristiana              | Partito Comunista Italiano |
| --------------------------------- | -------------------------- |
| - Corrado Belci - Giacomo Bologna | - Albino Skerk             |

## Elezioni politiche 1972
| Liste                                           | Voti    | %     | Seggi |
| ----------------------------------------------- | ------- | ----- | ----- |
| Democrazia Cristiana                            | 78.270  | 35,92 | 2     |
| Partito Comunista Italiano                      | 54.345  | 24,94 | 1     |
| Movimento Sociale Italiano - Destra Nazionale   | 27.350  | 12,55 | 1     |
| Partito Liberale Italiano                       | 16.959  | 7,78  | -     |
| Partito Socialista Italiano                     | 14.251  | 6,54  | -     |
| Partito Socialista Democratico Italiano         | 13.642  | 6,26  | -     |
| Partito Repubblicano Italiano                   | 9.443   | 4,33  | -     |
| Partito Socialista Italiano di Unità Proletaria | 2.850   | 1,31  | -     |
| Movimento Politico dei Lavoratori               | 775     | 0,36  | -     |
| Totale                                          | 217.885 |       | 4     |

| Democrazia Cristiana              | Partito Comunista Italiano | Movimento Sociale Italiano - Destra Nazionale |
| --------------------------------- | -------------------------- | --------------------------------------------- |
| - Corrado Belci - Giacomo Bologna | - Albino Skerk             | - Renzo de' Vidovich                          |

## Elezioni politiche 1976
| Liste                                         | Voti    | %     | Seggi |
| --------------------------------------------- | ------- | ----- | ----- |
| Democrazia Cristiana                          | 82.615  | 36,43 | 2     |
| Partito Comunista Italiano                    | 65.007  | 28,66 | 1     |
| Movimento Sociale Italiano - Destra Nazionale | 23.064  | 10,17 | -     |
| Partito Socialista Italiano                   | 15.776  | 6,96  | -     |
| Partito Repubblicano Italiano                 | 10.357  | 4,57  | -     |
| Partito Socialista Democratico Italiano       | 7.025   | 3,10  | -     |
| Partito Radicale                              | 6.931   | 3,06  | -     |
| Unione Slovena                                | 4.750   | 2,09  | -     |
| Movimento per l'Indipendenza del TLT          | 4.540   | 2,00  | -     |
| Partito Liberale Italiano                     | 4.504   | 1,99  | -     |
| Democrazia Proletaria                         | 2.239   | 0,99  | -     |
| Totale                                        | 226.808 |       | 3     |

| Democrazia Cristiana              | Partito Comunista Italiano |
| --------------------------------- | -------------------------- |
| - Giorgio Tombesi - Corrado Belci | - Antonino Cuffaro         |

## Elezioni politiche 1979
| Liste                                         | Voti    | %     | Seggi |
| --------------------------------------------- | ------- | ----- | ----- |
| Associazione per Trieste                      | 62.816  | 28,73 | 1     |
| Democrazia Cristiana                          | 50.936  | 23,30 | 1     |
| Partito Comunista Italiano                    | 50.080  | 22,91 | 1     |
| Partito Radicale                              | 13.602  | 6,22  | -     |
| Movimento Sociale Italiano - Destra Nazionale | 13.167  | 6,02  | -     |
| Partito Socialista Italiano                   | 8.385   | 3,84  | -     |
| Partito Socialista Democratico Italiano       | 5.136   | 2,35  | -     |
| Movimento Friuli                              | 4.596   | 2,10  | -     |
| Partito Repubblicano Italiano                 | 3.782   | 1,73  | -     |
| Partito Liberale Italiano                     | 2.188   | 1,00  | -     |
| Partito di Unità Proletaria                   | 1.496   | 0,68  | -     |
| Nuova Sinistra Unita                          | 1.304   | 0,60  | -     |
| Democrazia Nazionale                          | 1.122   | 0,51  | -     |
| Totale                                        | 218.610 |       | 3     |

| Associazione per Trieste | Democrazia Cristiana | Partito Comunista Italiano |
| ------------------------ | -------------------- | -------------------------- |
| - Aurelia Gruber Benco   | - Giorgio Tombesi    | - Antonino Cuffaro         |

## Elezioni politiche 1983
| Liste                                         | Voti    | %     | Seggi |
| --------------------------------------------- | ------- | ----- | ----- |
| Democrazia Cristiana                          | 47.354  | 23,28 | 1     |
| Partito Comunista Italiano                    | 46.652  | 22,94 | 1     |
| Lista per Trieste                             | 40.069  | 19,70 | -     |
| Movimento Sociale Italiano - Destra Nazionale | 16.402  | 8,06  | -     |
| Partito Socialista Italiano                   | 12.709  | 6,25  | -     |
| Partito Repubblicano Italiano                 | 9.152   | 4,50  | -     |
| Partito Radicale                              | 7.081   | 3,48  | -     |
| Unione Slovena                                | 5.523   | 2,72  | -     |
| Partito Socialista Democratico Italiano       | 5.258   | 2,59  | -     |
| Partito Nazionale Pensionati                  | 4.071   | 2,00  | -     |
| Partito Liberale Italiano                     | 3.971   | 1,95  | -     |
| Movimento per l'Indipendenza del TLT          | 2.913   | 1,43  | -     |
| Democrazia Proletaria                         | 2.231   | 1,10  | -     |
| Totale                                        | 203.386 |       | 2     |

| Democrazia Cristiana | Partito Comunista Italiano |
| -------------------- | -------------------------- |
| - Sergio Coloni      | - Antonino Cuffaro         |

## Elezioni politiche 1987
| Liste                                         | Voti    | %     | Seggi |
| --------------------------------------------- | ------- | ----- | ----- |
| Democrazia Cristiana                          | 50.171  | 24,73 | 1     |
| Partito Comunista Italiano                    | 40.330  | 19,88 | 1     |
| Partito Socialista Italiano                   | 37.490  | 18,48 | 1     |
| Movimento Sociale Italiano - Destra Nazionale | 21.638  | 10,67 | -     |
| Partito Liberale Italiano                     | 11.370  | 5,60  | -     |
| Partito Radicale                              | 11.143  | 5,49  | -     |
| Partito Repubblicano Italiano                 | 7.340   | 3,62  | -     |
| Lista Verde                                   | 6.630   | 3,27  | -     |
| Partito Sardo d'Azione                        | 3.994   | 1,97  | -     |
| Partito Socialista Democratico Italiano       | 3.988   | 1,97  | -     |
| Democrazia Proletaria                         | 2.841   | 1,40  | -     |
| Movimento per l'Indipendenza del TLT          | 2.103   | 1,04  | -     |
| Liga Veneta - Pensionati Uniti                | 2.005   | 0,99  | -     |
| Movimento di Liberazione Fiscale              | 1.653   | 0,81  | -     |
| Alleanza Popolare                             | 169     | 0,08  | -     |
| Totale                                        | 202.865 |       | 3     |

| Democrazia Cristiana | Partito Comunista Italiano | Partito Socialista Italiano |
| -------------------- | -------------------------- | --------------------------- |
| - Sergio Coloni      | - Willer Bordon            | - Giulio Camber             |

## Elezioni politiche 1992
| Liste                                         | Voti    | %     | Seggi |
| --------------------------------------------- | ------- | ----- | ----- |
| Democrazia Cristiana                          | 41.925  | 21,47 | 1     |
| Partito Socialista Italiano                   | 39.273  | 20,11 | 1     |
| Partito Democratico della Sinistra            | 24.396  | 12,49 | 1     |
| Movimento Sociale Italiano - Destra Nazionale | 23.871  | 12,22 | -     |
| Lega Nord                                     | 15.614  | 7,99  | -     |
| Partito della Rifondazione Comunista          | 14.059  | 7,20  | -     |
| Partito Repubblicano Italiano                 | 9.192   | 4,71  | -     |
| Federazione dei Verdi                         | 7.082   | 3,63  | -     |
| Partito Liberale Italiano                     | 6.732   | 3,45  | -     |
| Federalismo                                   | 3.905   | 2,00  | -     |
| Partito Socialista Democratico Italiano       | 2.260   | 1,16  | -     |
| Partito Pensionati                            | 2.231   | 1,14  | -     |
| Sì Referendum                                 | 1.979   | 1,01  | -     |
| Verdi Federalisti                             | 1.977   | 1,01  | -     |
| Lega delle Leghe                              | 807     | 0,41  | -     |
| Totale                                        | 195.303 |       | 3     |

| Democrazia Cristiana | Partito Socialista Italiano | Partito Democratico della Sinistra |
| -------------------- | --------------------------- | ---------------------------------- |
| - Sergio Coloni      | - Giulio Camber             | - Willer Bordon                    |